# ۱۰ مرداد
۱۰ مرداد/اسد صد و سی و چهارمین روز سال در گاه‌شماری خورشیدی است. به پایان سال ۲۳۱ روز (۲۳۲ روز در سال کبیسه) باقی‌است.

## رویدادها
- ۱۲۸۶ - تجاوز نظامی عثمانی به ایران با سوءاستفاده از اوضاع کشور در جریان مشروطه.
- ۱۳۳۱ - اخراج اشرف پهلوی، خواهر شاه به دستور مصدق.
- ۱۳۳۳ - پایان مذاکرات ایران و کنسرسیوم نفت.
- ۱۳۴۹ - بزرگترین موافقتنامه ایران و شوروی به امضا رسید.
- ۱۳۵۰ - ایران، ۳۰۰ دستگاه مینی‌بوس به رومانی فروخت.
- ۱۳۵۳ - آغاز همایش اقتصادی ۱۳۵۳ رامسر.
- ۱۳۶۶ - عملیات نصر ۶ در میمک توسط ارتش.
- ۱۳۶۷ - آزادسازی سومار و قصرشیرین.
- ۱۳۶۸ - آغاز به کار نخستین خط کشتیرانی ایران در دریای خزر.
- ۱۳۸۳ - رقابت ۱۰ مرداد ۱۳۸۳ تیم ملی فوتبال ایران با تیم ملی فوتبال کره جنوبی در جام ملت‌های آسیا ۲۰۰۴.
- ۱۳۹۰ - تصویب قانون حمایت از اطفال و نوجوانان.
- ۱۳۹۶. حمله انتحاری به مسجد جوادیه در هرات.
- ۱۴۰۳ - ترور اسماعیل هنیه رهبر سیاسی حماس در تهران.

## زادروزها
- ۱۳۱۹ - محمود دولت‌آبادی، نویسنده
- ۱۳۲۷ - حسین محجوب، کارگردان، نویسنده و بازیگر
- ۱۳۳۷ -  سید محمد حسین کاظمینی بروجردی، روحانی و زندانی سیاسی
- ۱۳۴۱ - مصطفی بروجردی، پژوهشگر و مفسر
- ۱۳۵۴ - امیر آقایی، بازیگر
- ۱۳۵۴ - کامبیز حسینی، مجری
- ۱۳۵۸ - حسن اشجاری، بازیکن فوتبال
- ۱۳۵۹ - علی عشوری‌زاد، بازیکن فوتبال
- 1364 - رضا احسان پور، شاعر و نویسنده و طنز پرداز اصفهانی

## درگذشت‌ها
- ۱۳۳۸ - باقرخان رامشگر، نوازنده کمانچه و تار
- ۱۳۹۳ - حسین معدنی، بازیکن والیبال
- ۱۳۹۸ - رضوان زادهوش، خواننده
- ۱۴۰۱ - علی‌اکبر عالم‌زاده، ریاضی‌دان و مترجم
- ۱۴۰۳ - اسماعیل هنیه، رهبر سیاسی حماس
- ۱۴۰۳ - روی پرویز متحده، پژوهشگر و مدرس امریکایی ـ ایرانی
- ۱۴۰۴ - مریم حسینیان، نویسنده
- ۱۴۰۴ - داریوش مصطفوی، بازیکن و مدیر فوتبال

## مناسبت ها
- جشن چله تابستان.
- روز جهانی شیر مادر.